# جک اونتروگر
جک اونتروگر (انگلیسی: Jack Unterweger; ۱۶ اوت ۱۹۵۱ – ۲۹ ژوئن ۱۹۹۴) نویسنده، و آدم‌کشی زنجیره‌ای اهل اتریش بود. وی حدود ۱۰ الی ۱۲ تن را کشت که در ۲۷ فوریه ۱۹۹۲ دستگیر شد و به حبس ابد محکوم شد اما دو سال بعد او با طناب خود را به دار آویخت و درگذشت.